# Cyperus portae-tartari
Cyperus portae-tartari är en halvgräsart som beskrevs av Karen Louise Wilson. Cyperus portae-tartari ingår i släktet papyrusar, och familjen halvgräs.
Artens utbredningsområde är Northern Territory, Australien. Inga underarter finns listade i Catalogue of Life.